# برسية بنسلفانية
برسية بنسلفانية (الاسم العلمي:Gnaphalium pensylvanicum) هي نوع من النباتات تتبع جنس البرسية من الفصيلة النجمية.